# Talita Carneiro
Talita Carneiro (n. 17 octombrie 1996, în Ponte Nova) este o handbalistă din Brazilia care evoluează pe postul de intermediar stânga pentru clubul românesc CS Minaur Baia Mare și echipa națională a Braziliei.
Carneiro a evoluat pentru naționala de handbal feminin a Brazilei la Campionatul Mondial din Spania 2021.

## Palmares
- Cupa Europeană:
  -  Finalistă: 2022
  - Semifinalistă: 2021

- Campionatul Spaniei:
  -  Medalie de argint: 2022

- Cupa Reginei:
  -  Câștigătoare: 2022